# La Caleta (Boca Chica)
La Caleta (Distrito Municipal La Caleta) es una pequeña comunidad ubicada en la provincia de Santo Domingo de la República Dominicana. Debe su nombre porque se originó en una pequeña ensenada, fue elevada a Distrito Municipal mediante la Ley 107-04, del 16 de julio de 2004, perteneciente al municipio de Boca Chica.
Limita al sur con el Mar Caribe; Norte con el municipio de San Antonio de Guerra; Oeste con el municipio de Santo Domingo Este y al Este, con municipio de Boca Chica. Está compuesto por las secciones de Valiente y Campo Lindo y los Parajes La Torre B y la 22, con 22 barrios en permanente desarrollo. Su primer síndico fue el Sr. Máximo Soriano.
La Caleta cuenta con el principal Aeropuerto del país (Las Américas), el Instituto Tecnológico Las Américas (ITLA), el Parque nacional Submarino La Caleta, un Campo de Golf (San Andrés), Estadio de Softball y Baseball, un hotel (Quality), el puerto de Caucedo y otras empresas, en fin con las infraestructuras necesarias para su desarrollo y hasta una encantadora playita.

## Población
El poblado de La Caleta nace en el año de 1945, compuesto por noventa casitas de tejamaní, cubiertas de cal y arena, distribuidas sin un preconcebido plan urbanístico. Transcurrido el tiempo fueron llegando familias de diferentes lugares, entre las se encuentran los Ibarra, Carvajal, Mosquea, Los Castros, López, Pérez y los Cedeño.
La población de La Caleta posee una población de más de 63 137 habitantes (censo 2010), los factores sociales y económicos que componen e inciden en las actividades cotidianas y desarrollo son: la pesca, el comercio, el semi-turismo, sindicatos de transportes, clubes deportivos, organizaciones de base, escuelas, colegios, policlínicas, supermercados, entre otros.

## Breve historia
En la época precolombina,  el territorio de las Antillas Mayores estuvo poblado por indígenas taínos. Las riquezas arqueológicas dejadas por ellos nos lo demuestran y al mismo tiempo hacen de esta isla el escenario más apropiado para estudiar la cultura taína en su más alto desarrollo y apreciar su variado ajuar, riquísimo en manifestaciones artísticas admirables.
La Caleta y Andrés, fueron dos de los lugares en los tiempos precolombinos en que florecieron dos importantes asientos indígenas de igual nivel cultural y que formaban parte de una serie de pueblos costeros similares en toda esa zona, perteneciente al cacicazgo de Higüey, el más oriental de los cinco en que estaba dividida las isla (Jaragua, Magua, Maguana, Marien e Higüey) y se extendía desde cabo Engaño hasta el río Ozama, junto al cual se encuentra la capital de la República, la histórica Santo Domingo, residencia del cruel Ovando, autor de la matanza de Jaragua en la que fueron inmolados más de 80 caciques y más tarde la famosa y heroica poetisa Anacaona.
La extensa planicie donde estaba ubicado el cacicazgo de Higüey, el cual limitaba el norte con las abruptas montañas de la cordillera central, debió ser muy rica en época del indio.
Los taínos eran de origen arahuaco, procedentes de la región de las Guayanas, cruzaron toda la cadena de islas de las Antillas Menores hasta llegar a las Antillas Mayores donde, y en el transcurso de los años, y aislados por la subsiguiente invasión de los Caribes, evolucionaron de forma particular, diferenciándose de sus ancestros.
Las ventajas que le suministró la pródiga naturaleza tropical facilitaron medios de vida a una numerosa población con relativo poco esfuerzo y el indio tuvo tiempo y energías para desarrollar una labor en alfarería y la talla de madera, hueso, piedra y concha donde imprimió un arte que hoy nos admira y plasmó las fantásticas creaciones de su mente en atrevidas líneas.  
En este 1945, el pueblo de La Caleta estaba formado por unas noventa (90) casitas distribuidas con cierta regularidad, pero sin un preconcebido plan de urbanización, en ambos lados, y a lo largo de la antigua carretera. Entre esta y el mar, por ser una estrecha faja de terreno, solo había una serie de moradas bien separadas entre sí, entre las que se destaca la iglesia, que era de las mayores edificaciones, y de las que estaban más aproximas a la Caletita arenosa. Al otro lado de la carretera, por haber terreno ilimitado, el poblado se había extendido más, en unas filas irregulares de viviendas, pero sin un trazado de calles, efectuándose las comunicaciones por estrechos trillos que hicieron con su cruce los peatones.
Las viviendas eran de tejamaní cubiertas de cal y arena. Existía una minoría de madera y zinc. Las primeras se caracterizaban  por su forma triangular y el techo tejido; las segundas, eran de dos aguas.
Entre los primeros habitantes de la nueva Caleta están: Matildo López, su esposa Polonia Mañón López; Pancito (Boquevaca) y Dominga su esposa; al igual que Calerón Castillo y su esposa Dominga López. Después emigró desde Santiago la familia Fernández, conformada por Ramón Colón Fernández y su esposa doña Eligia del Carmen Fernández; eran comerciantes.
La familia Mosquea procede de Moca, es una de las familias más largas de La Caleta, Demetrio Mosquea fue uno de los más conocidos y era quien pasaba censo cuando Trujillo.
La familia Ivarra poseía los terrenos donde está ubicado el aeropuerto, en Cabo Caucedo.
La familia Carvajal provenía de España y llegaron aquí por un puerto que desembocaba en La Caleta.
En 1960 se produjeron invasiones y ocupaciones de los terrenos de los Carvajales y los Ivarras, debido a los desalojos que hubo que hacer después de finalizada la construcción del Aeropuerto Internacional de Las Américas, ya que era necesario poner todo el entorno acorde con la imagen de tan importante obra.
En los años 60, los pobladores de La Caleta eran muy pocos y todos fueron desalojados al finalizar la construcción del aeropuerto, con el fin de embellecer el área donde está ubicado. Como consecuencia de esta desalojo, los que no tenían tierras invadieron las que pertenecían a los Carvajales y los Ivarras.
Entre 1955 y 1956 se iniciaron los trabajos para la construcción del hoy Aeropuerto Internacional de Las Américas situado en la península de Punta Caucedo, Más tarde, en  1972 fueron  desalojados  los antiguos pobladores de La caleta, situación que llevó a los residentes de la zona a trasladarse hacia la parte norte donde actualmente se encuentra el poblado y dar paso a las excavaciones realizadas. Luego fueron construidos el Museo Panteón Arqueológico y el parque nacional de manera simultánea. Dicha construcción finalizó en el 1974, y con la misma se le dio un aspecto acogedor y llamativo a un área importante de este pueblo.  Ya en el 1960 un número reducido de pobladores que aún habitaban en la parte sur fueron desalojados al concluir la construcción del Aeropuerto Internacional de Las Américas, con la finalidad de embellecer el área donde este se encuentra hoy el Parque nacional Submarino La Caleta.
Luego, al producirse el desalojo de la vieja Caleta, sumado al crecimiento de la masa estudiantil, dio origen a la hoy escuela “Manuel Cruz Álvarez” en el 1967. Esta escuela contaba con tres (3) aulas, una  dirección, una  cocina y un baño dividido en tres (3). La construcción de esta obra fue realizada por la Alianza para el Progreso, que creara el presidente Norteamericano John F. Kennedy. En su inicio solo llegaba hasta 5.º grado. Luego se creó el 6.º grado y las tres aulas fueron divididas en seis.
Asimismo en el 1972 se produce el segundo desalojo de los pobladores que aún habitaban al Sur de la avenida Las Américas para dar paso a las excavaciones, producto de las exploraciones realizadas por el gobierno, en donde se encontraron restos del asentamiento indígena que ocupó esta zona. En el 1974 finaliza la construcción del Parque Arqueológico La Caleta y de las diferentes dependencias que lo formaban.
Los descubrimientos hechos en el año 1972 indican que los primeros asentamientos en la Comunidad de la Caleta provienen de la época precolombina donde floreció una importante presencia indígena, de igual nivel cultural a la de una serie de pueblos costeros similares, pertenecientes al cacicazgo Higüey.
En el 2010 se encontraron restos de una fragata mercantil española que naufragó en La Caleta de Caucedo en 1725. 
El equipo de la IU ha rescatado bajo la arena alrededor del naufragio diferentes cañones con sus balas, anclas y parte de un rico cargamento con monedas y vajillas de plata, además de cerámicas y otros artefactos.
“Nuestra Señora de Begoña llevaba de contrabando la mayor parte de esta plata”, revela el Prof. Beeker, quien desde hace unos 25 años investiga el patrimonio subacuático dominicano y del 2010 las aguas de La Caleta. 

## Barrios
Dentro de los barrios que tiene están:
- Campo Lindo
- Campo Lindo II
- El Barrio
- El Valiente I
- El Valiente II
- El Valiente III
- El Paraíso
- Invi
- La Penca
- Los Jardines
- Los Unidos
- Monte Adentro
- Barrio Progreso Dominicano o Barrio Progreso de Dominicanos Ausentes
- Santa Lucía
- Vista Alegre